# Fechtweltmeisterschaften 1986
Die 35. Fechtweltmeisterschaft fand 1986 in Sofia statt. Es wurden acht Wettbewerbe ausgetragen, sechs für Herren und zwei für Damen.

## Herren

### Florett, Einzel
| Platz | Land | Sportler       |
| ----- | ---- | -------------- |
| 1     | ITA  | Andrea Borella |
| 2     | CUB  | Tulio Díaz     |
| 3     | ITA  | Mauro Numa     |

### Florett, Mannschaft
| Platz | Land           | Sportler                                                                  |
| ----- | -------------- | ------------------------------------------------------------------------- |
| 1     | Italien        | Andrea Borella, Mauro Numa, Andrea Cipressa, Angelo Scuri, Federico Cervi |
| 2     | BR Deutschland | Mathias Gey, Matthias Behr, Thorsten Weidner, Ulrich Schreck              |
| 3     | DDR            | Jens Howe, Ingo Weißenborn, Udo Wagner, Adrian Germanus, Aris Enkelmann   |

### Degen, Einzel
| Platz | Land | Sportler        |
| ----- | ---- | --------------- |
| 1     | FRA  | Philippe Riboud |
| 2     | ROU  | Miklos Bodoczi  |
| 3     | FRA  | Olivier Lenglet |

### Degen, Mannschaft
| Platz | Land           | Sportler                                                                   |
| ----- | -------------- | -------------------------------------------------------------------------- |
| 1     | BR Deutschland | Alexander Pusch, Elmar Borrmann, Volker Fischer, Arnd Schmitt              |
| 2     | Sowjetunion    | Alexander Moschajew, Mychajlo Tyschko, Andrei Schuwalow, Serhij Krawtschuk |
| 3     | Italien        | Sandro Cuomo, Stefano Bellone, Maurizio Randazzo, Angelo Mazzoni           |

### Säbel, Einzel
| Platz | Land | Sportler             |
| ----- | ---- | -------------------- |
| 1     | URS  | Serhij Mindirhassow  |
| 2     | HUN  | Imre Bujdosó         |
| 3     | FRA  | Jean-François Lamour |

### Säbel, Mannschaft
| Platz | Land        | Sportler                                                                                        |
| ----- | ----------- | ----------------------------------------------------------------------------------------------- |
| 1     | Sowjetunion | Andrei Alschan, Sergei Korjaschkin, Michail Burzew, Serhij Mindirhassow, Heorhij Pohossow       |
| 2     | Polen       | Janusz Olech, Robert Kościelniakowski, Andrzej Kostrzewa, Jarosław Koniusz, Tadeusz Piguła      |
| 3     | Bulgarien   | Christo Etropolski, Wassil Etropolski, Nikolaj Marintschewski, Georgi Tschomankow, Marin Iwanow |

## Damen

### Florett, Einzel
| Platz | Land           | Sportlerin          |
| ----- | -------------- | ------------------- |
| 1     | BR Deutschland | Anja Fichtel        |
| 2     | BR Deutschland | Sabine Bau          |
| 3     | URS            | Olga Woschtschakina |

### Florett, Mannschaft
| Platz | Land           | Sportlerinnen                                                                  |
| ----- | -------------- | ------------------------------------------------------------------------------ |
| 1     | Sowjetunion    | Walentina Sidorowa, Olga Welitschko, Olga Woschtschakina, Marina Sobolewa      |
| 2     | Italien        | Margherita Zalaffi, Annapia Gandolfi, Giovanna Trillini, Lucia Traversa        |
| 3     | BR Deutschland | Sabine Bau, Anja Fichtel, Sabine Bischoff, Christiane Weber, Zita Funkenhauser |